# Fußball-Asienmeisterschaft der Frauen 2014/Qualifikation
Die Qualifikation zur Fußball-Asienmeisterschaft der Frauen 2014 wird zwischen dem 21. Mai  und 9. Juni 2013 ausgespielt. 16 Nationalmannschaften spielen um vier Plätze für die Endrunde. Die Qualifikation ist gleichzeitig die erste Runde der Qualifikation für die WM 2015.

## Modus
Die vier stärksten asiatischen Nationalmannschaften sind direkt für die Endrunde qualifiziert. Zu diesen vier Mannschaften gehören Titelverteidiger Australien sowie die dritt- bis fünftplatzierten Mannschaften der Fußball-Asienmeisterschaft der Frauen 2010, China, Japan und Südkorea. Die anderen 16 gemeldeten Mannschaften wurden auf 4 Gruppen aufgeteilt, die in Miniturnieren die restlichen vier Plätze bei der Endrunde ausspielen. Nordkorea war wegen der Dopingfälle bei der Fußball-Weltmeisterschaft der Frauen 2011 von der Teilnahme ausgeschlossen.

## Ergebnisse

### Gruppe A
Turnier im Amman International Stadium in Amman, Jordanien.
| Pl. | Land       | Sp. | S | U | N | Tore    | Diff. | Punkte |
| --- | ---------- | --- | - | - | - | ------- | ----- | ------ |
| 1.  | Jordanien  | 3   | 3 | 0 | 0 | 030:000 | +30   | 09     |
| 2.  | Usbekistan | 3   | 2 | 0 | 1 | 022:400 | +18   | 06     |
| 3.  | Libanon    | 3   | 1 | 0 | 2 | 012:100 | +2    | 03     |
| 4.  | Kuwait     | 3   | 0 | 0 | 3 | 001:510 | −50   | 0      |

| 05.06.2013 | Usbekistan | – | Kuwait     | 18:0 (11:0) |
|            | Jordanien  | – | Libanon    | 5:0 (3:0)   |
| 07.06.2013 | Libanon    | – | Usbekistan | 0:4 (0:3)   |

### Gruppe B
Turnier im Bangabandhu National Stadium in Dhaka, Bangladesch.
| Pl. | Land        | Sp. | S | U | N | Tore    | Diff. | Punkte |
| --- | ----------- | --- | - | - | - | ------- | ----- | ------ |
| 1.  | Thailand    | 3   | 3 | 0 | 0 | 015:100 | +14   | 09     |
| 2.  | Philippinen | 3   | 2 | 0 | 1 | 010:100 | +9    | 06     |
| 3.  | Iran        | 3   | 1 | 0 | 2 | 002:110 | −9    | 03     |
| 4.  | Bangladesch | 3   | 0 | 0 | 3 | 000:140 | −14   | 0      |

| 21.05.2013 | Iran        | – | Philippinen | 0:6 (0:5) |
|            | Thailand    | – | Bangladesch | 9:0 (4:0) |
| 23.05.2013 | Philippinen | – | Thailand    | 0:1 (0:1) |

### Gruppe C
Turnier im Nationalstadion in Manama, Bahrain.
| Pl. | Land        | Sp. | S | U | N | Tore    | Diff. | Punkte |
| --- | ----------- | --- | - | - | - | ------- | ----- | ------ |
| 1.  | Vietnam     | 3   | 3 | 0 | 0 | 024:000 | +24   | 09     |
| 2.  | Hongkong    | 3   | 2 | 0 | 1 | 005:600 | −1    | 06     |
| 3.  | Bahrain     | 3   | 1 | 0 | 2 | 005:120 | −7    | 03     |
| 4.  | Kirgisistan | 3   | 0 | 0 | 3 | 002:180 | −16   | 0      |

| 22.05.2013 | Vietnam  | – | Bahrain     | 8:0 (5:0) |
|            | Hongkong | – | Kirgisistan | 2:1 (1:0) |
| 24.05.2013 | Bahrain  | – | Hongkong    | 1:3 (1:0) |

### Gruppe D
Turnier im Faisal Al-Husseini International Stadium in Al-Ram, Westjordanland.
| Pl. | Land              | Sp. | S | U | N | Tore    | Diff. | Punkte |
| --- | ----------------- | --- | - | - | - | ------- | ----- | ------ |
| 1.  | Myanmar           | 3   | 2 | 1 | 0 | 011:000 | +11   | 07     |
| 2.  | Chinesisch Taipeh | 3   | 2 | 1 | 0 | 008:100 | +7    | 07     |
| 3.  | Indien            | 3   | 0 | 1 | 2 | 002:500 | −3    | 01     |
| 4.  | Palästina         | 3   | 0 | 1 | 2 | 001:160 | −15   | 01     |

| 21.05.2013 | Chinesisch Taipeh | – | Palästina | 6:0 (4:0) |
|            | Myanmar           | – | Indien    | 2:0 (2:0) |
| 23.05.2013 | Palästina         | – | Myanmar   | 0:9 (0:3) |